# KV14
KV14, acrònim de l'anglès King's Valley, és una tomba egípcia de l'anomenada Vall dels Reis, situada a la riba oest del riu Nil, a l'altura de la moderna ciutat de Luxor. Tot i que fou la tomba de Tausret aquesta fou usurpada posteriorment per Setnakht.